# Caffè Martini
Il Caffè Martini è stato uno storico caffè di Milano aperto nel 1832, all'angolo tra la Corsia del Giardino e le Case Rotte. Frequentato da un pubblico eterogeneo composto da patrioti, scapigliati, artisti e impresari teatrali, si diceva che ai suoi tavolini arrivasse l'eco dei battimani e dei fischi del vicino Teatro alla Scala.

## Storia

La contrada della Scala nel 1855, prima della realizzazione dell'omonima piazza. I portici che si intravedono sulla destra appartengono al Teatro alla Scala.

La storia del caffè inizia nel 1832, quando Giovanni Martini rilevò il vecchio Caffè del Teatro, rimettendolo a nuovo e attribuendovi il proprio nome. 
Il Caffè Martini occupava sia le sale al pianterreno che alcuni locali del mezzanino nei quali erano collocati il biliardo ed alcuni salottini. Il pavimento era in parquet, vi erano stufe, un deposito per ombrelli e bastoni, cannocchiali e tabarri: questi servizi erano gratuiti, eccettuata la stagione di Carnevale, quando si chiedeva agli avventori una piccola mancia.
Nel 1848, durante le Cinque giornate di Milano la barricata davanti alla Scala fu innalzata accatastando tavolini e sedie del Caffè Martini, oltre che attrezzerie e poltrone del teatro (nell'euforia che seguì la cacciata degli austriaci, il caffè prese brevemente il nome di "Caffè delle Cinque Giornate").
Il caffè fu luogo di ritrovo dei patrioti moderati di orientamento monarchico costituzionale. A metà Ottocento, al caffè si sedevano spesso il compositore Giuseppe Verdi, il librettista Francesco Maria Piave, il coreografo Giuseppe Rota. Tra gli avventori c'era anche un gruppo solidale, detto delle Cinque Effe, composto dallo scrittore Leone Fortis, dal critico musicale Filippo Filippi e da tre ballerine del corpo di ballo della Scala il cui nome iniziava sempre per F.
L'esercizio era passato già nel 1843 al Cuzzi e al Brambilla, i quali lo cedettero a loro volta nel 1857 al patriota Vincenzo Dujardin che diede brevemente al caffè il proprio nome.
Sempre nel 1857, il suicidio dello scrittore scapigliato Temistocle Prola, che sul settimanale letterario e satirico Il Pungolo si firmava Antar, arrivò durante un veglione della Scala, nel bel mezzo di un galoppe del musicista Paolo Giorza, gelando il sorriso di Cletto Arrighi. La funerea notizia rimbalzò nei locali del Caffè Martini: era il primo lutto tra gli scapigliati.
In visita a Milano, lo scrittore e giornalista Carlo Collodi, seduto ad un tavolo del caffè, seppe che il locale sarebbe presto scomparso: il vecchio Caffè Martini chiuse, infatti, nel 1858 allorché si decise di creare una piazza nello spazio antistante al Teatro alla Scala, demolendo gli edifici esistenti tra il teatro e Palazzo Marino e tra questi quello che ospitava i locali del caffè. Anche Ippolito Nievo si interessò del progetto della nuova piazza della Scala, dimostrandosi dubbioso sulla necessità di intraprendere questi lavori.

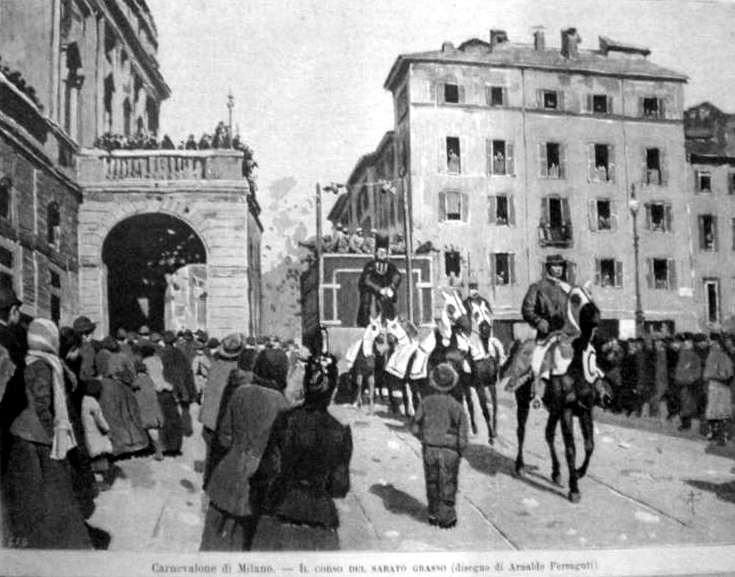
Foto di Arnaldo Ferraguti del 1893 in cui si vede parte del lato nord-orientale della piazza della Scala prima della costruzione del Palazzo della Banca Commerciale Italiana.

Un cameriere del Martini, Angelo Turretta, decise in seguito di riaprire un caffè con lo stesso nome nel palazzo De Marchi, sul lato nord-orientale della nuova piazza (al numero 10) ma l'atmosfera, riportano le fonti, non era più la stessa. Il nuovo caffè Martini fu il primo caffè milanese ad essere illuminato con luce elettrica, nel 1883.
Anche il palazzo De Marchi fu infine demolito nel 1905, per lasciare spazio alla nuova sede della Banca Commerciale Italiana progettata da Luca Beltrami.

## La caricatura degli avventori del Caffè Martini pubblicata suPanorama Universale
I letterati che più di frequente visitavano il Caffè Martini nella metà dell'Ottocento sono stati ritratti in un disegno satirico pubblicato su doppia pagina affiancata sul numero di Panorama Universale del 13 settembre 1856. Alcuni sono seduti, altri sono in piedi a chiacchierare; immancabili, i sigari in bocca. Non sono presenti, invece, le signore.
In particolare, i letterati ritratti in quel disegno satirico del 1856 sono (da sinistra): i due fratelli Ignazio e Cesare Cantù, il poeta e traduttore dal tedesco Andrea Maffei, Ippolito Nievo che collaborava alle riviste milanesi Il Pungolo e L'Uomo di Pietra, il commediografo Paulo Fambri, il traduttore dal francese Luigi Masieri, Leone Fortis ideatore della rivista Il Pungolo e per un periodo direttore artistico della Scala, Vittorio Salmini commediografo, Luigi Gualtieri, Carlo Righetti meglio noto come "Cletto Arrighi", il romanziere scapigliato Giuseppe Rovani, Cesare Betteloni, Tullio Dandolo, Antonio Ghislanzoni librettista di Verdi, Vittore Ottolini, Carlo Baravalle e il critico musicale Filippo Filippi che si firmava "Pippo Pippi".

## Il Caffè Martini nella letteratura
La Marchesa Colombi ambientò nel Caffè Martini un episodio del romanzo Tempesta e bonaccia. Romanzo senza eroi. Anche Igino Ugo Tarchetti ha dedicato una pagina al Caffè Martini.